# Kabinett István Tisza II

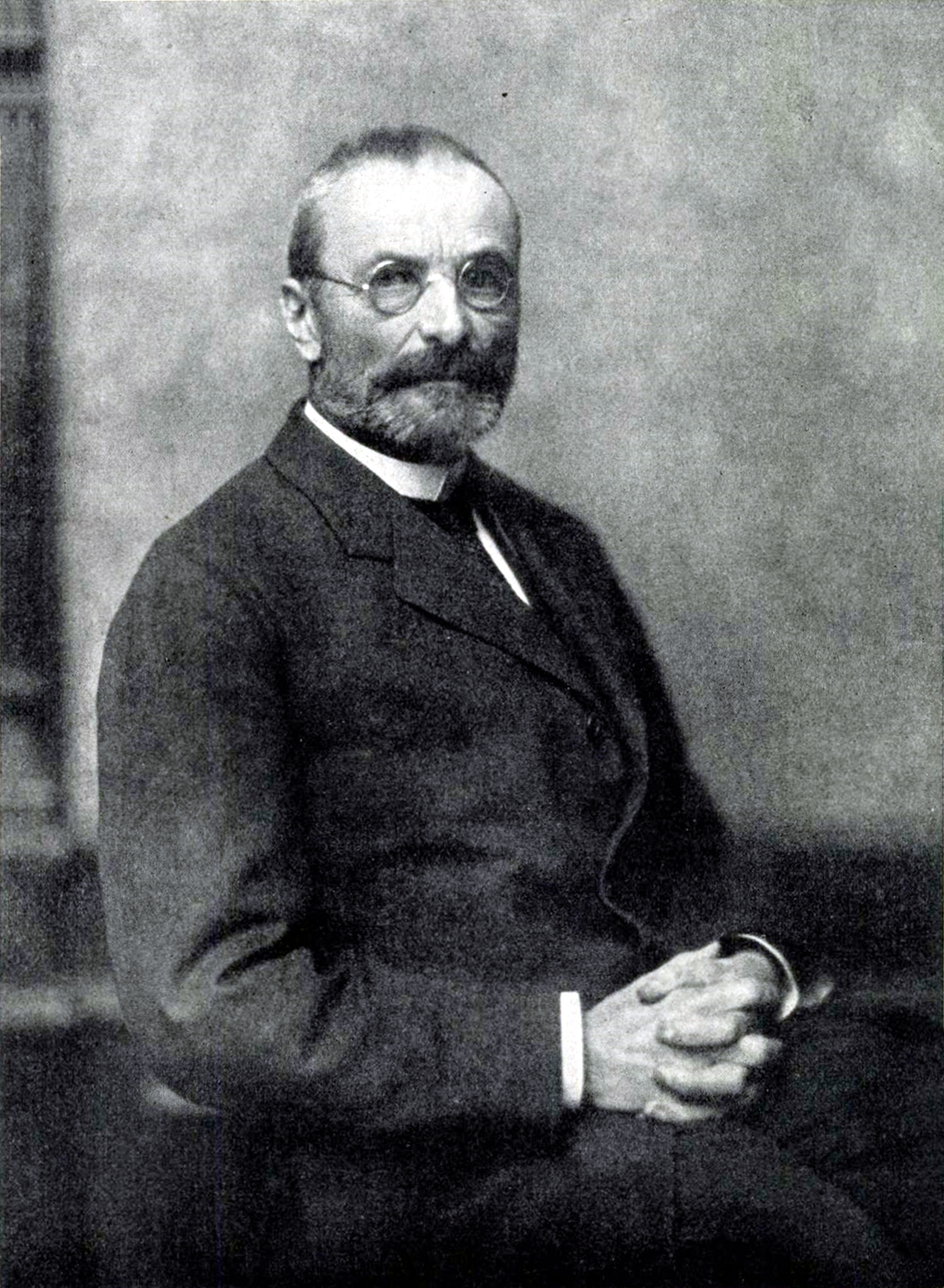
István Tisza (1917)

Das Kabinett István Tisza II war die Regierung des Königreichs Ungarn von 1913 bis 1917. Sie wurde vom ungarischen Ministerpräsidenten István Tisza am 10. Juni 1913 gebildet und bestand bis 15. Juni 1917.

## Minister
Parteien:
_ Nationale Partei der Arbeit (Nemzeti Munkapárt)
_ Kroatische Unionspartei (Horvát Unionista Párt)
_ parteilos
| Amt                                       | Amtsträger | Amtsträger                                                            | Beginn der Amtszeit | Ende der Amtszeit |
| ----------------------------------------- | ---------- | --------------------------------------------------------------------- | ------------------- | ----------------- |
| Ministerpräsident                         |            | István Tisza                                                          | 10. Juni 1913       | 15. Juni 1917     |
| Innenminister                             |            | János Sándor                                                          | 10. Juni 1913       | 15. Juni 1917     |
| Finanzminister                            |            | János Teleszky                                                        | 10. Juni 1913       | 15. Juni 1917     |
| Justizminister                            |            | Jenő Balogh                                                           | 10. Juni 1913       | 15. Juni 1917     |
| Landesverteidigungsminister               |            | Samu Hazai                                                            | 10. Juni 1913       | 19. Februar 1917  |
| Landesverteidigungsminister               |            | Sándor Szurmay                                                        | 19. Februar 1917    | 15. Juni 1917     |
| Minister am Allerhöchsten Hoflager        |            | István Burián                                                         | 10. Juni 1913       | 13. Januar 1915   |
| Minister am Allerhöchsten Hoflager        |            | István Tisza (interim)                                                | 13. Januar 1915     | 29. Mai 1915      |
| Minister am Allerhöchsten Hoflager        |            | Ervin Roszner                                                         | 29. Mai 1915        | 15. Juni 1917     |
| Ackerbauminister                          |            | Imre Ghillány                                                         | 10. Juni 1913       | 15. Juni 1917     |
| Minister für Kultus und Unterricht        |            | Béla Jankovich                                                        | 10. Juni 1913       | 15. Juni 1917     |
| Handelsminister                           |            | László Beöthy                                                         | 10. Juni 1913       | 13. Juli 1913     |
| Handelsminister                           |            | János Harkányi                                                        | 13. Juli 1913       | 15. Juni 1917     |
| Minister für Kroatien-Slawonien-Dalmatien |            | István Tisza (interim)                                                | 10. Juni 1913       | 21. Juli 1913     |
| Minister für Kroatien-Slawonien-Dalmatien |            | Tivadar Pejácsevics (ab 22. August 1914 vertreten durch István Tisza) | 21. Juli 1913       | 16. Januar 1916   |
| Minister für Kroatien-Slawonien-Dalmatien |            | Imre Hideghéthy                                                       | 16. Januar 1916     | 15. Juni 1917     |